# 布萊克内斯
布萊克内斯（英語：Blackness）是蘇格蘭鄧迪的地方，位於西區的北面，以布莱克内斯路为中心，分布着一些小店铺。该地区对于18世纪末和19世纪初的工业发展颇有吸引力。

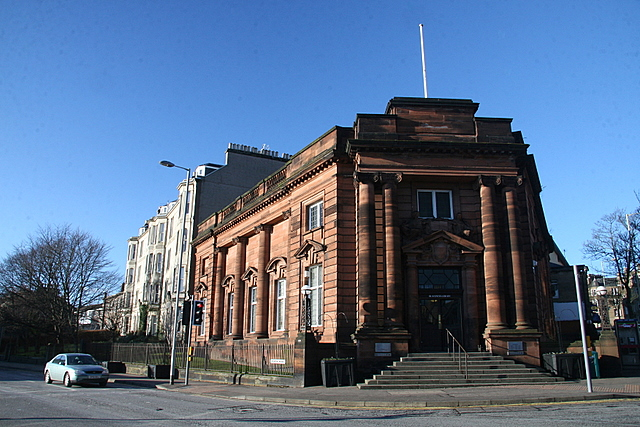
布萊克内斯圖書館